# DN67B
De DN67B (Drum Național 67B of Nationale weg 67B) is een weg in Roemenië. Hij loopt van Scoarța, bij Târgu Jiu, via Târgu Cărbunești en Drăgășani naar Pitești. De weg is 189 kilometer lang. 